# Сан Паоло ди Јези
Сан Паоло ди Јези (итал. San Paolo di Jesi) насеље је у Италији у округу Анкона, региону Марке.
Према процени из 2011. у насељу је живело 431 становника. Насеље се налази на надморској висини од 223 м.

## Становништво
| 1936. | 1951. | 1961. | 1971. | 1981. | 1991. | 2001. | 2011. |
| ----- | ----- | ----- | ----- | ----- | ----- | ----- | ----- |
| 1.430 | 1.452 | 1.282 | 1.057 | 894   | 823   | 841   | 902   |